# ويليام غوردون مردوخ
ويليام غوردون بيرن مردوخ (بالإنجليزية: William Gordon Burn Murdoch) (ولد في 22 يناير 1862 – وتوفي في 19 يوليو 1939) كان رسامًا وكاتبًا ومستكشفًا إسكتلنديًا، عُرف بأعماله الفنية التي وثّقت رحلات الاستكشاف القطبية، لا سيما في القارة القطبية الجنوبية.

## حياته
وُلد مردوخ في إدنبرة، ودرس الفن في أكاديمية الفنون في إدنبرة، كما درس لاحقًا في أكاديمية أنتويرب في بلجيكا. إلى جانب اهتمامه بالرسم، شارك في عدد من الرحلات الاستكشافية، وكان من أوائل الفنانين الذين وثّقوا من خلال الرسم مشاهد من القطب الجنوبي.

## الاستكشاف القطبي
انضم إلى بعثة بقيادة الكابتن هنريك بولار إلى القطب الجنوبي في تسعينيات القرن التاسع عشر، وساهم في توثيق الرحلة من خلال الرسوم والكتابات. كانت أعماله جزءًا مهمًا في إيصال صور الحياة والمناظر الطبيعية في القطب الجنوبي للجمهور الأوروبي.

## أعماله

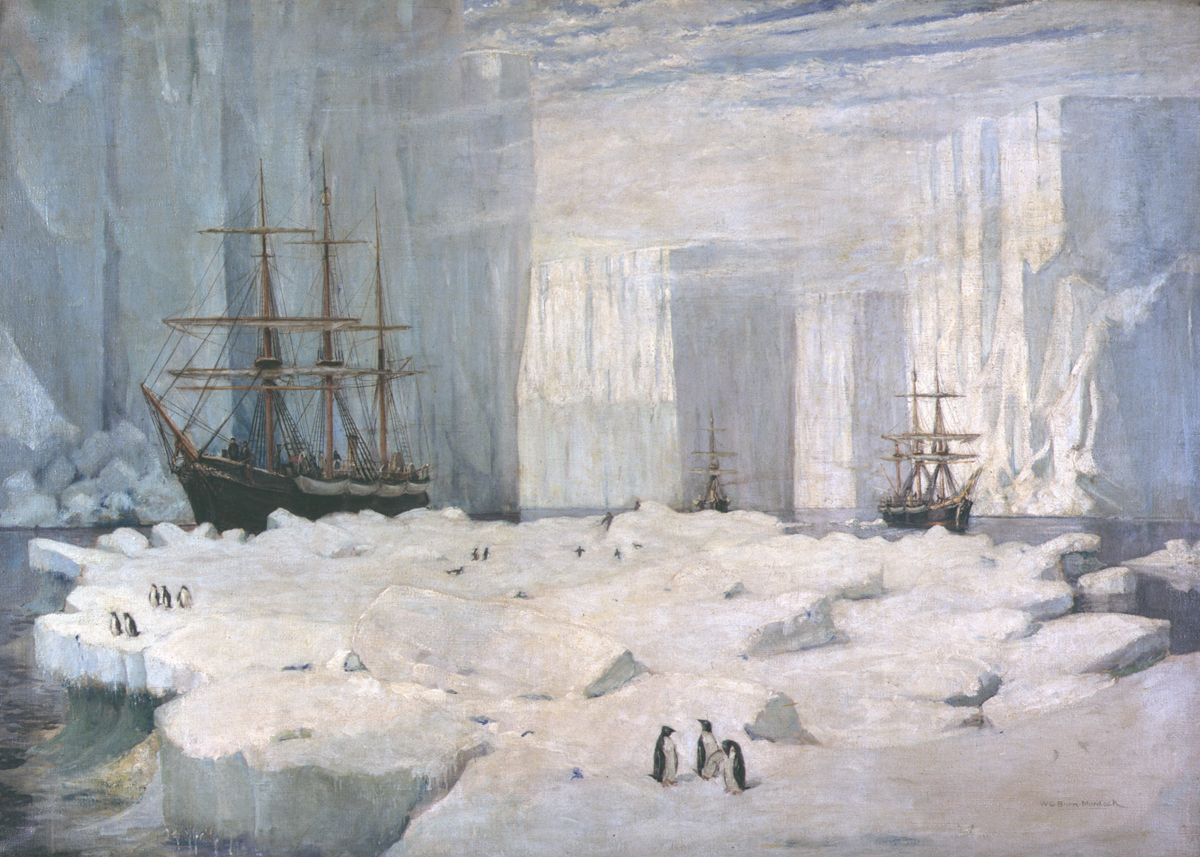

كتب بيرن مردوخ عدة كتب عن رحلاته، كما أقام معارض فنية لأعماله. امتزجت في أعماله الفنون الجميلة بالوثائقية، وكان أحد أوائل من جمعوا بين الاستكشاف والعرض البصري الفني.

## وفاته
توفي ويليام غوردون بيرن مردوخ في 19 يوليو 1939 في إسكتلندا.